# Lakhatási lehetőségek a Washingtoni Egyetemen

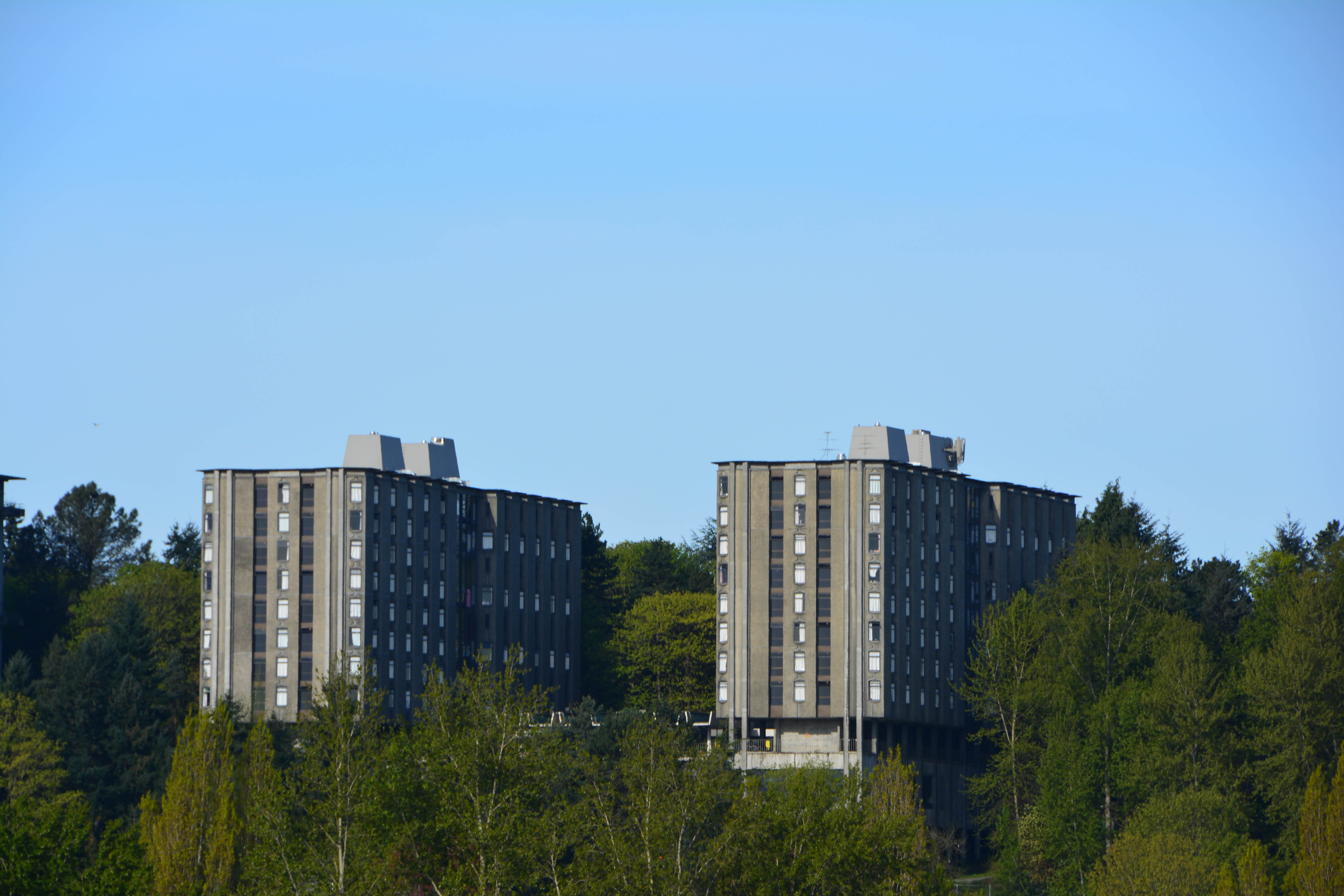
Az egykori Haggett kollégium

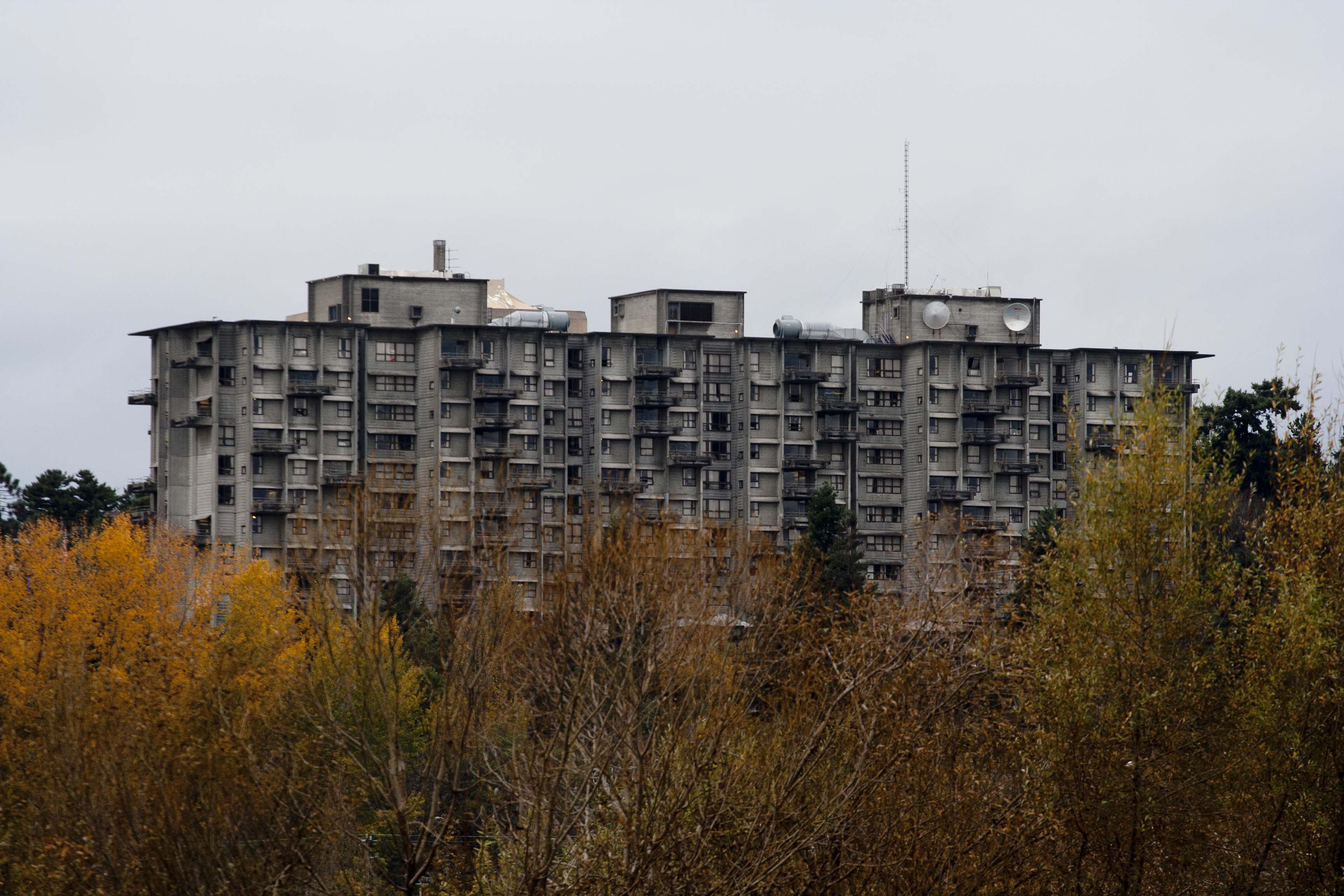
A McMahon kollégium 2010 novemberében

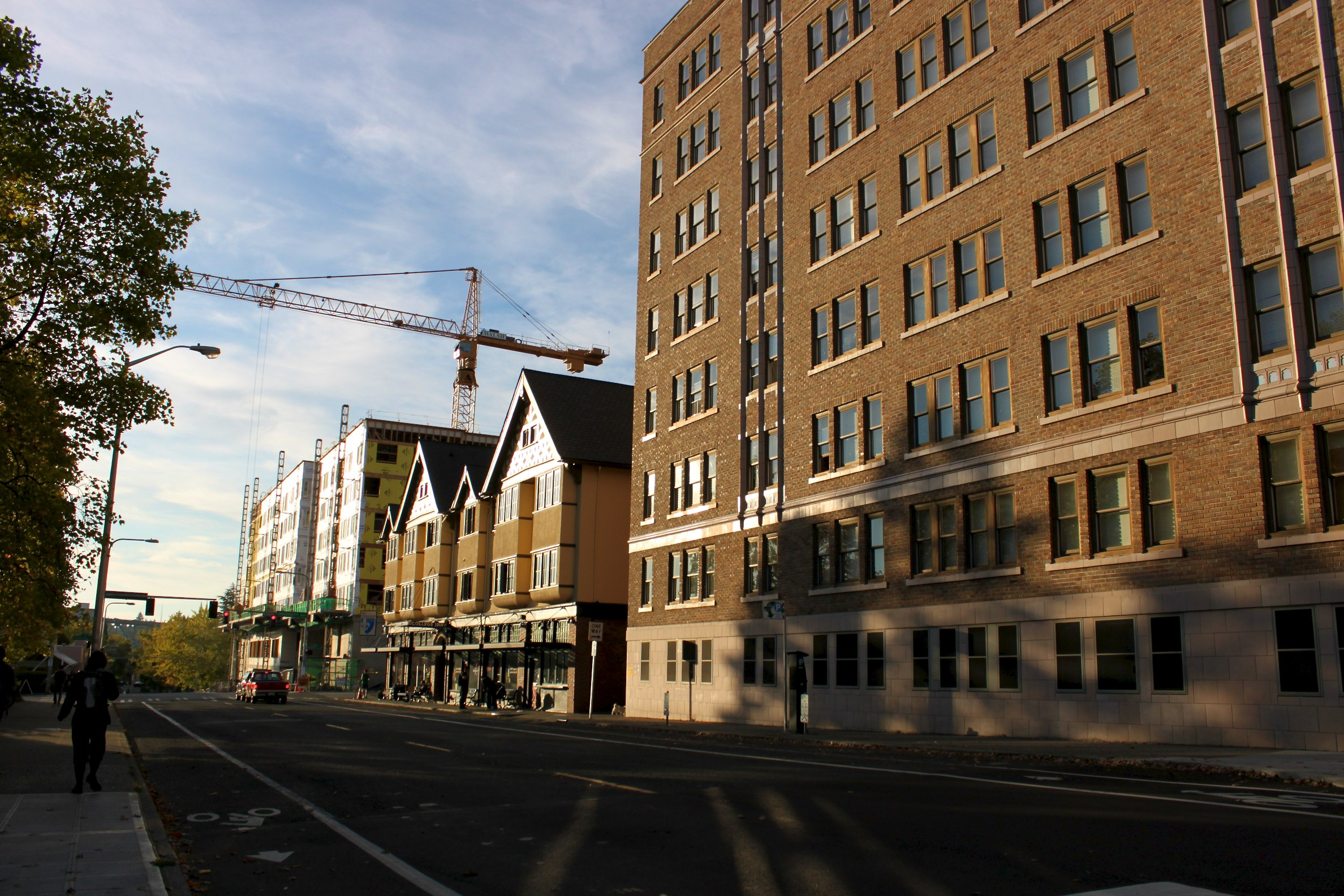
Apartmanok

A Washingtoni Egyetem hallgatóinak lakhatási lehetőségeiért az intézmény Lakhatási és Élelmezési Szolgálata felel. A kollégiumok mellett apartmanok, gyermekes hallgatók számára pedig családos elhelyezés is rendelkezésre áll. Az alapképzésben részt vevők számára tizenkét kollégium, hét apartmanház (ebből három kilenc hónapra, a többi egy évre bérelhető) található; a családok elhelyezése öt épületben lehetséges; a többi hallgató egyszobás vagy stúdiólakásban, valamint négyszobás apartmanban kaphat egy évre helyet.
Évente átlagosan több mint ezer gólya az ötven diákszövetségi épület egyikében él, amelyek 15–116 főt tudnak elszállásolni.

## Kollégiumok

### Északi campus
A Hansee, Madrona, McCarthy, McMahon, Oak és Willow kollégiumok az északi campuson találhatóak.

#### Haggett
A Kirk Wallace McKinley Associates által tervezett Haggett kollégium két épületből állt, amelyek Arthur Haggett, a Bölcsészettudományi Főiskola dékánja és felesége, Winnifred Sunderlin Haggett (a nők dékánja) neveit viselték. Az északi épületben kezdetben csak női, a déliben pedig csak férfi hallgatók éltek. A mosdókat 2006-ban átalakították.
Az épületek rossz állapota miatt azok lebontása mellett döntöttek.

#### Hansee
Az 1930-as években átadott, Tudor- és gótikus stílusú Hansee kollégium az egyetem legrégebbi lakóépülete, amely 1961-ben felvette Martha Lois Hansee nevét. Kezdetben csak női hallgatók éltek itt. A kollégiumot a második világháborúban a hadsereg használta. Az épületben 24 órás csendrendelet van életben.
A Hansee-terem az egyetem éves báljának helyszíne.

#### McMahon
A brutalista stílusú McMahon kollégiumot 1965-ben adták át a Haggett épületegyüttessel szemközt. A Haggett és McCarthy kollégiumok mellett a McMahon elbontását is vizsgálják.
A kollégium kettő, egyenként tizenegy emelet magas épületből áll, amelyeket többszobás lakóegységekre osztottak fel. A lakóegységekhez egy- és kétágyas szobák, társalgó, fürdőszoba és erkély tartoznak.

### Nyugati campus
Az Alder, Elm, Lander, Maple, Poplar és Terry kollégiumok a nyugati kampuszon találhatóak. A Mercer Court és Stevens Court apartmanjait az alapképzésben részt vevők vehetik igénybe kilenc hónapos időtartamra.

## Apartmanok
A hallgatók tizenkét hónap időtartamra egyetemi- és magánfenntartású apartmanokat (Cedar Apartments, Commodore Duchess, Mercer Court D és E, Nordheim Court, valamint Radford Court) is igénybe vehetnek.

## Családok elhelyezése
A Blakeley Village-ben és Laurel Village-ben található létesítményeket házas és/vagy gyermeket nevelő hallgatók vehetik igénybe.

## Fordítás
- Ez a szócikk részben vagy egészben  a   Housing at the University of Washington című angol Wikipédia-szócikk ezen változatának fordításán alapul.  Az eredeti cikk szerkesztőit annak laptörténete sorolja fel. Ez a jelzés csupán a megfogalmazás eredetét és a szerzői jogokat jelzi, nem szolgál a cikkben szereplő információk forrásmegjelöléseként.